# Strach (film 1996)
Strach (ang. Fear) – amerykański thriller z 1996 roku w reżyserii Jamesa Foleya, w którym główne role zagrali Mark Wahlberg i Reese Witherspoon.

## Obsada
- Mark Wahlberg (David McCall)
- Reese Witherspoon (Nicole Walker)
- Alyssa Milano (Margo Masse)
- William Petersen (Steve Walker)
- John Oliver (Eddie Clark)
- Gary Riley (Hacker)
- Jed Rees (Knobby)
- David Fredericks (Larry O'Brien)
- Todd Caldecott (Gary Rohmer)
- Jason Kristofer (Terry)
- Tracy Fraim (Logan)
- Christopher Gray (Toby)
- Andrew Airlie (Alex McDowell)
- Jo Bates (Julie Masse)
- Amy Brenneman (Laura Walker)

## Opis fabuły
Główną bohaterką jest 16-letnia dziewczyna imieniem Nicole. Po śmierci matki mieszka z ojcem i jego nową żoną oraz młodszym bratem. Z macochą nie znajdują wspólnego języka. Na dyskotece poznaje przystojnego Davida, który wydaje się spokojny, uprzejmy i romantyczny. Gdy Nicole przedstawia chłopaka swojej rodzinie, ten zostaje bardzo dobrze przyjęty przez macochę, której pomógł w pracach w ogrodzie, ale jej ojciec nie jest nim zachwycony. Nazajutrz po ich pierwszym intymnym zbliżeniu Nicole opowiada o tym swojemu przyjacielowi Gary'emu i obejmuje go na pożegnanie. Nagle z podjeżdżającego pod szkołę samochodu wypada David i dotkliwie bije Gary'ego oraz uderza Nicole. Bohaterka zrywa znajomość z Davidem i opowiada o wszystkim macosze. Ojciec słysząc to zabrania jej się z nim spotykać. David wysyła kwiaty i listy z przeprosinami i ostatecznie Nicole mu wybacza. Mimo to ojciec nie ustępuje i zabrania córce spotykać się z chłopakiem. David pozoruje pobicie go przez ojca Nicole i pokazuje jej siniaki, które sam sobie nabił. Po wieczornym spotkaniu dziewczyna bojąc się wrócić do domu jedzie za Davidem i odkrywa, iż jest on członkiem gangu i mimo miłej powierzchowności w głębi skrywa agresywną naturę. Później po kilku wydarzeniach David wpada do domu Nicole z kolegami, by zabić wszystkich krewnych Nicole i uciec z nią, jednak po wielu dość brutalnych zmaganiach ojciec wyrzuca przez okno na piętrze domu Davida, co kończy się jego śmiercią i szczęśliwym zakończeniem.